# Абельман, Михаил Иосифович
Михаи́л Ио́сифович Абельма́н — советский государственный и политический деятель, депутат Совета Национальностей Верховного Совета СССР 8-го созыва.

## Биография
Родился в 1925 году в Кременчуге. Член ВКП(б).
С 1942 года — на общественной и политической работе. В 1942—1982 гг. — на строительстве Даурской дороги в Хабаровском крае, участник Великой Отечественной войны, на комсомольской и партийной работе в Хабаровском крае, секретарь партбюро Бабстовского колхоза, заведующий отделом, секретарь Ленинского райкома КПСС, председатель исполкома Ленинского районного совета депутатов трудящихся, первый секретарь Ленинского районного комитета КПСС, председатель областного Совета профессиональных союзов Еврейской автономной области.
Избирался депутатом Совета Национальностей Верховного Совета СССР 8-го созыва.
Награжден Орденом Отечественной войны ll степени (6.04.1985).
Умер в 1986 году.